# Teatro Argentina
Le Teatro Argentina est une salle d'opéra donnant sur l'aire de Largo di Torre Argentina à Rome, construite au XVIIIe siècle. C'est l'un des principaux théâtres de la ville et le siège de la fondation Teatro di Roma.

## Historique

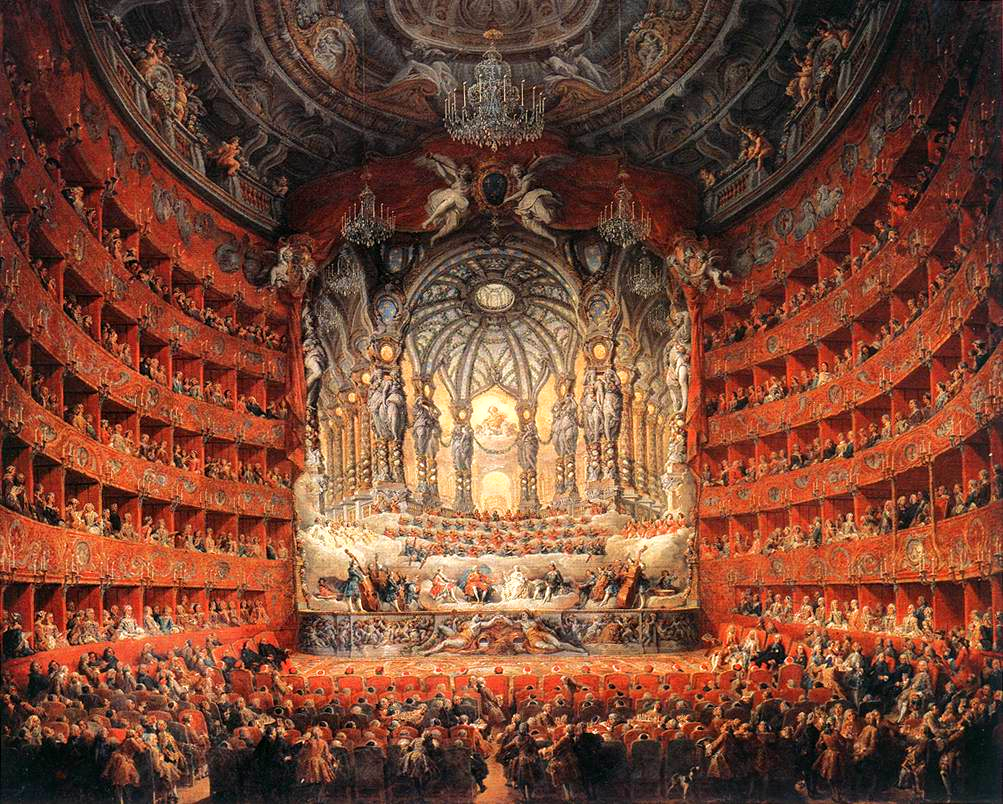
Fête musicale donnée par le cardinal de La Rochefoucauld pour le mariage du Dauphin, opéra donné le 15 juillet 1747 au Teatro Argentina (Giovanni Paolo Pannini, Musée du Louvre).

Le Teatro Argentina, l'un des plus anciens théâtres de la ville fut inauguré le 31 janvier 1732 avec la représentation de l'opéra Berenice du compositeur Domenico Sarro. En 1730 la famille Cesarini entreprit la construction du théâtre à partir de la réhabilitation de leur hôtel particulier et de sa tour (la Casa del Burcardo) : une partie de l'édifice secondaire fut démolie pour faire place à la scène pendant que la tour et d'autres pièces de l'hôtel furent   affectées aux espaces de service du théâtre et aux loges des artistes.
À l'exclusion des murs et des escaliers en pierre, le théâtre était à l'origine entièrement en bois. La salle fut conçue en forme de fer à cheval afin de répondre au mieux aux nécessités acoustiques et visuelles. Le parterre, recouvert d'un plancher de bois, était complété par quarante rangées de bancs et cent quatre-vingt six loges étaient disposées sur six étages. Selon les témoignages rapportés par les visiteurs étrangers au XVIIIe siècle, le Teatro Argentina était le plus important des théâtres romains. La façade actuelle ne fut construite par l'architecte P. Holl qu'en 1826.
| \| \| \| \| \| Plan et coupe longitudinale du Teatro Argentina (tirés de l'Encyclopédie de Diderot, 1772) \| \| \| |  |  |
| |  |  |
| Plan et coupe longitudinale du Teatro Argentina (tirés de l'Encyclopédie de Diderot, 1772)                         |  |  |

## XIXesiècle
Le Teatro Argentina est célèbre pour avoir accueilli la première représentation du Barbiere di Siviglia de Gioachino Rossini le 20 février 1816, commandé par l'impresario le Duc Sforza Cesarini. Si la première se révéla être un fiasco, les représentations suivantes ouvriront la voie au succès  que connaît toujours cet opéra. La salle vit également la création de deux œuvres de Giuseppe Verdi, I due Foscari in 1844 et La battaglia di Legnano en 1849. Certains opéras de Saverio Mercadante virent également le jour à l'Argentina.

## Période contemporaine
Entre 1919 et 1944, bien que les spectacles lyriques aient été plus nombreux que les représentations dramatiques, le théâtre vit la création d'œuvres de Pirandello, Ibsen et Gorki. Lors de l'hiver 1944-1945, une série d'opéras fut présentée en l'honneur des troupes anglo-américaines. En 1994, le Teatro Argentina devient le siège de la compagnie du Teatro Stabile dirigée par Mario Martone.
Il offre une variété de programmes dont certains sont des productions importantes avec aujourd'hui une prédominance des pièces de théâtre sur les concerts ou les opéras. Le Museo Storico del Teatro organise des visites guidées et autorise la consultation d'un vaste fonds d'archives photographiques et documentaire.

## Sources et références
- (it) Cet article est partiellement ou en totalité issu de l’article de Wikipédia en italien intitulé « Teatro Argentina) » (voir la liste des auteurs).